# Retrato de Leonor de Áustria (MNAA)
Retrato de Leonor de Áustria é uma pintura a óleo sobre madeira de 1530 que se julga ser da autoria do pintor flamengo Joos van Cleve, ou da sua oficina, obra que se encontra actualmente no Museu Nacional de Arte Antiga, em Lisboa.
A retratada é D. Leonor da Áustria, Rainha de Portugal e de França (1498-1558), irmã de Carlos V, que foi mulher do rei D. Manuel I de Portugal (de 1518 a 1521) e, após a morte deste, do rei Francisco I de França (de 1530 a 1547). O retrato, pelo menos o original, foi realizado no período em que D. Leonor era rainha de França.

## Descrição e história
D. Leonor está representada profusamente enfeitada de jóias, tendo na mão direita um anel com um rubi, provável alusão ao casamento que os interesses diplomáticos da Casa de Áustria secretamente lhe impuseram, em 1526, após a sua breve passagem como rainha pela corte portuguesa.
Existem retratos idênticos a este em Londres (Hampton Court), Madrid, Castelo de Chantilly, Haia, Viena de Áustria (imagem seguinte) e Cincinnati. O Retrato de Londres tem sido considerado da autoria certa de Van Cleve, que tinha sido chamado a França por Francisco I a fim de executar retratos dele, da rainha e de outros membros da família real.
A versão do MNAA é a única da série em que D. Leonor se mostra com um chapéu ricamente decorado e esboçando o gesto de apresentação do anel.

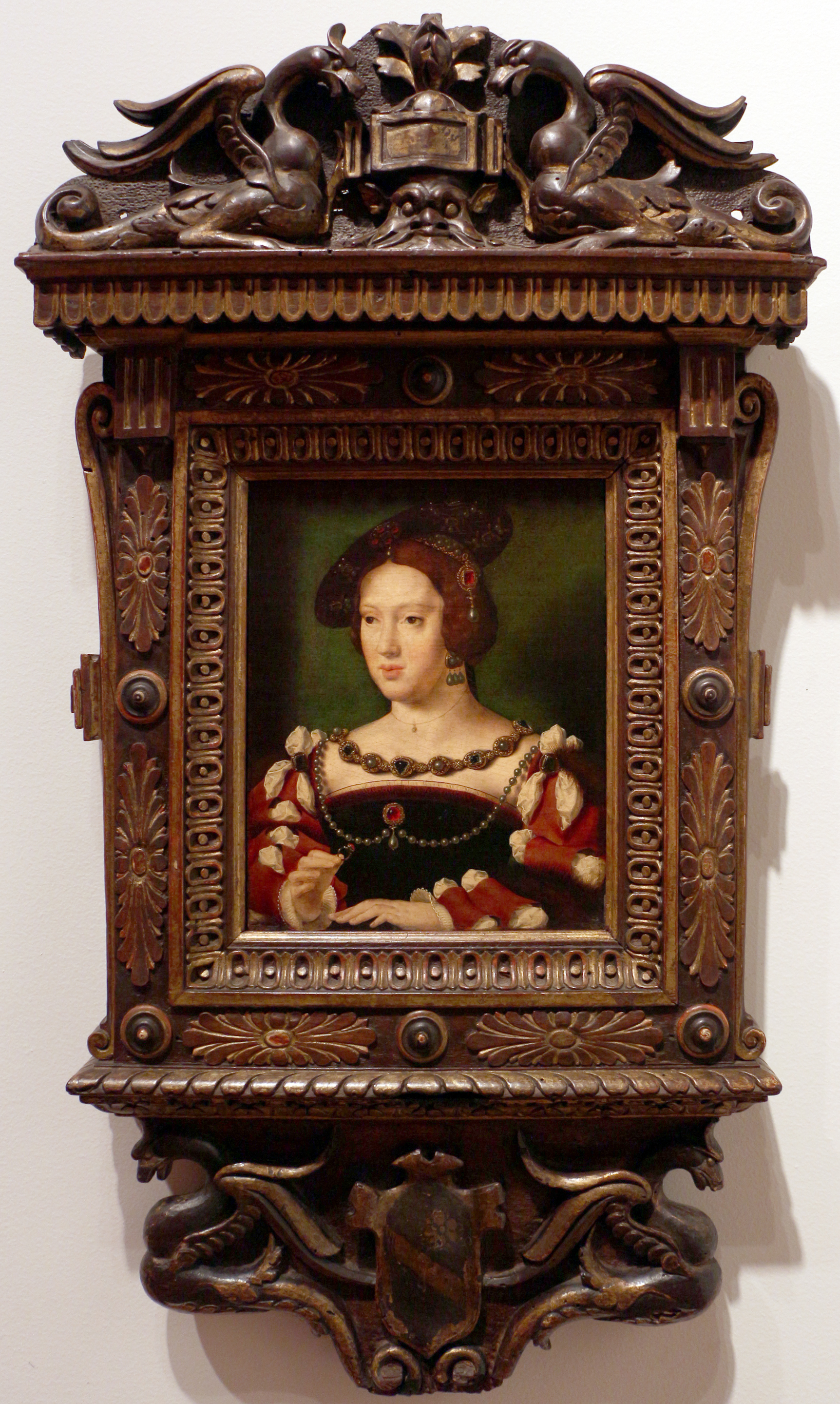
O Retrato de Leonor de Áustria do MNAA na sua moldura actual

O Retrato de Leonor de Áustria foi adquirido na venda da colecção do Castelo de Nijenrode, Holanda, em 1923, tendo sido posteriormente oferecido ao Estado português por Calouste Gulbenkian.

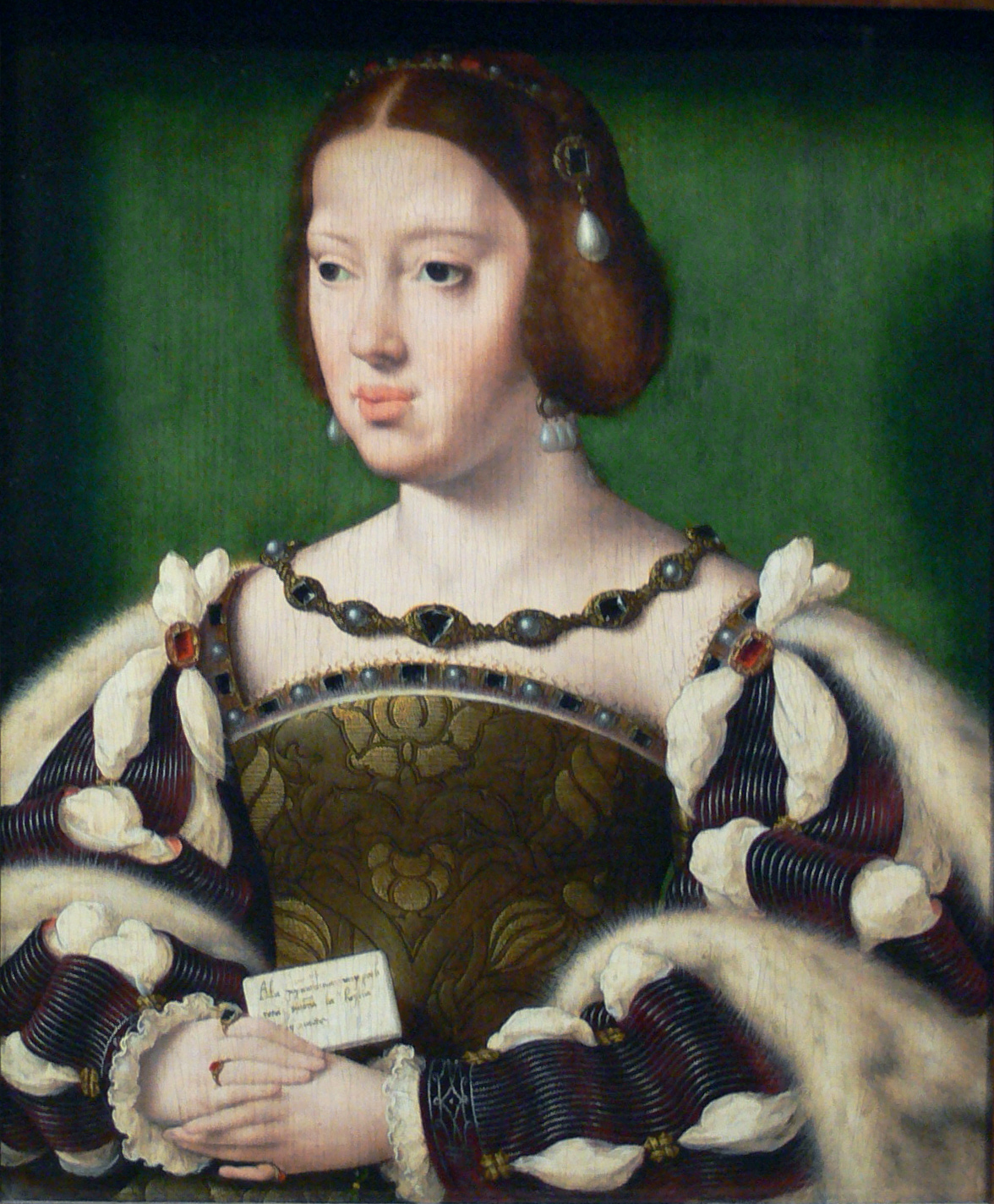
Retrato de Leonor de Áustria (1530), de Joos van Cleve, no Museu de História da Arte em Viena

## Ligação externa
- «Página oficial». do Museu Nacional de Arte Antiga